# ماونت هرمون (کالیفرنیا)
ماونت هرمون (به انگلیسی: Mount Hermon) یک منطقهٔ مسکونی در ایالات متحده آمریکا است که در شهرستان سانتا کروز، کالیفرنیا واقع شده‌است. ماونت هرمون ۲٫۳۰۳ کیلومتر مربع مساحت و ۱٬۰۳۷ نفر جمعیت دارد و ۱۷۸٫۰۱ متر بالاتر از سطح دریا واقع شده‌است.